# Gobius cobitis
Gobius cobitis es una especie de peces de la familia de los Gobiidae en el orden de los Perciformes.

## Morfología
El cuerpo es cilíndrico y alargado, la cabeza grande y ancha y la boca grande y oblicua con los labios bastante gruesos. Los ojos son pequeños y se encuentran en la parte superior de la cabeza. 
Los opérculos son grandes y le dan un aspecto globoso. 
Tiene dos aletas dorsales. La primera es de forma subtriangular y la segunda más larga. Las aletas pectorales, con los primeros radios libres, son anchas y redondas y llegan hasta el inicio de la segunda dorsal. Las aletas pélvicas son grandes y están unidas formando una ventosa, la anal es pequeña y la caudal redonda.
Se mimetiza y presenta una coloración variable. En el dorso tiene manchas oscuras, el vientre es de color blanco.
La talla máxima es de 27 cm. Es el representante de esta familia más grande en el Mediterráneo.

## Hábitat
Es  bentónico del litoral rocoso y de costumbres sedentarias, se mueve poco de la misma zona mientras no le falte comida. 
Puede aparecer hasta los 40 m, pero es más frecuente en poca agua. Aparece en los litorales y puede resistir altas concentraciones salinas y temperaturas. 

## Distribución geográfica
Aparece en el Mediterráneo y en el Mar Negro. En el Atlántico está desde las islas británicas hasta el norte de África (Marruecos).

## Comportamiento

### Alimentación
Es un carnívoro muy voraz de pequeños crustáceos, gusanos y peces. 

### Reproducción
Se reproducen durante la primavera. Los  huevos son alargados y mediante unos filamentos adherentes son aferrados al nido. Los nidos se encuentran situados bajo piedras. 
Las larvas son  planctónicas, después de nacer nadan hacia la superficie. 

## Pesca
Se captura con trasmallos, y anzuelo. 